# Pro Wrestling Guerrilla
Pro Wrestling Guerrilla (PWG) é uma promoção de wrestling profissional estadunidense que foi criada na Califórnia pelos wrestlers Disco Machine, Excalibur, Joey Ryan, Scott Lost, Super Dragon, e Top Gun Talwar. Desde então, Disco e Talwar deixaram a empresa.
A promoção iniciou-se em 26 de Julho de 2003 e é conhecida pela mistura de wrestling profissional e humor.

## História

### 2003
Em maio de 2003, Pro Wrestling Guerrilla anunciou que seu primeiro show seria dia 26 de julho. A empresa lançou uma comitiva online para anunciar que o primeiro main-event seria entre AJ Styles e Samoa Joe.  PWG passou a semana anunciando as outras lutas que iam compor o card do evento,  usando wrestlers famosos do circuito independente e estrelas locais da Califórnia do Sul. Devido à contusões e conflitos de escalagem, o card terminou sendo editado. Samoa Joe não pode participar do evento, pois se lesionou numa luta contra Paul London na Ring of Honor poucas semanas antes. Ele foi substituído por Frankie Kazarian.
E nos próximos meses que foram se passando, a popularidade da PWG começou a se espalhar pela Califórnia, já sendo consideirada a maior promoção do estado. Com apenas seis shows em seu primeiro ano, foi votada com "Promoção do Ano" de 2003 nas Votações de Final de Ano do site SoCalUncensored.com.

## Atuais campeões
| Campeonato:                     | Campeão(ões):                                  | Ganhou de                     | Data da vitória:       | Local:                  |
| ------------------------------- | ---------------------------------------------- | ----------------------------- | ---------------------- | ----------------------- |
| PWG World Championship          | Bandido                                        | Jeff cobb                     | 20 de Dezembro de 2020 | Los Angeles, California |
| PWG World Tag Team Championship | The Rascalz (Dezmond Xavier and Zachary Wentz) | Andrew Everett and Trevor Lee | 20 de Abril de 2018    | Reseda, California      |

### Torneios
| Torneio:                                      | Último vencedor(es):          | Data:                  | Local:             |
| --------------------------------------------- | ----------------------------- | ---------------------- | ------------------ |
| Battle of Los Angeles                         | Bandido                       | 22 de Setembro de 2019 | Reseda, California |
| Dynamite Duumvirate Tag Team Title Tournament | Andrew Everett and Trevor Lee | 22 de maio de 2015     | Reseda, California |